# 高蔵寺駅

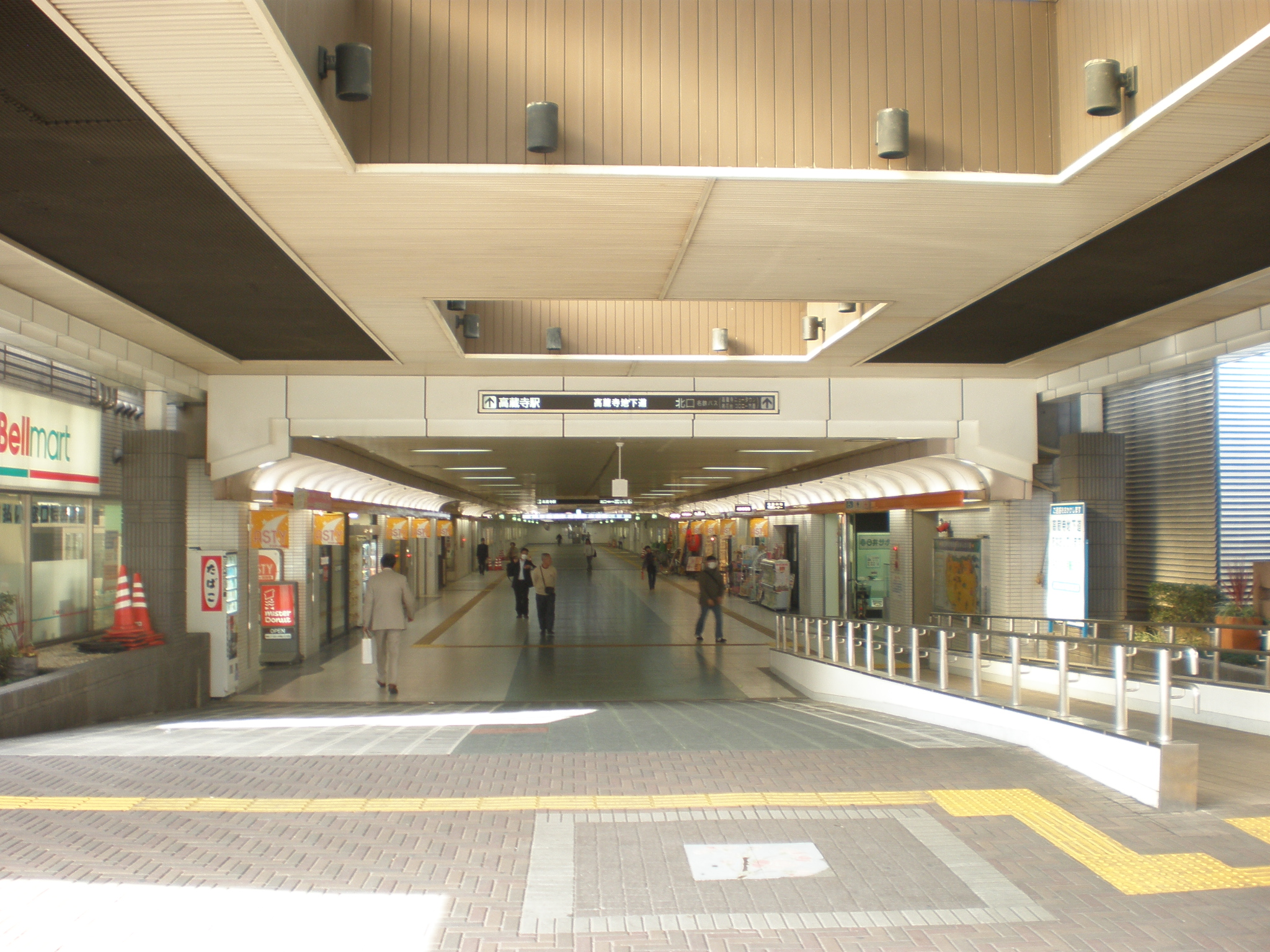
南口入口（2009年3月）

高蔵寺駅（こうぞうじえき）は、愛知県春日井市高蔵寺町三丁目にある、東海旅客鉄道（JR東海）・愛知環状鉄道（愛環）の駅である。

## 概要
両社が構内を共用する共同使用駅であり、JR東海が駅を管轄している。
JR東海の中央本線と、愛知環状鉄道の愛知環状鉄道線（愛環線）との接続駅となっている。愛環線は当駅が終点であるが、 一部の列車が瀬戸口駅より中央本線経由で名古屋駅方面へ、また名古屋駅より高蔵寺駅経由で瀬戸口駅まで直通する。中央本線にはCF09、愛環線には23の駅番号が設定されている。
JRの運行形態の詳細は「中央線 (名古屋地区)」を参照。

## 歴史
- 1900年（明治33年）7月25日：官設鉄道の名古屋駅 - 多治見駅間の開通と同時に開業する[2]。一般駅[2]。
- 1909年（明治42年）10月12日：線路名称が制定され、中央西線の所属となる[3]。
- 1911年（明治44年）5月1日：線路名称が改定され、当駅を含む中央西線が中央本線に編入される[3]。
- 1968年（昭和43年）12月20日：北口を開設し、供用開始[4]。
- 1978年（昭和53年）10月1日：貨物の取り扱いを廃止する[2]。
- 1984年（昭和59年）2月1日：荷物の取り扱いを廃止する[2]。
- 1987年（昭和62年）4月1日：国鉄分割民営化により、東海旅客鉄道（JR東海）の駅となる[5]。
- 1988年（昭和63年）
  - 1月31日：愛知環状鉄道線の新豊田駅 - 当駅間が開業し、当駅に乗り入れる[6][7]。
  - 4月30日：高架下の商業施設「アスティ高蔵寺」が開業[8]。
- 1992年（平成4年）2月15日：自動改札機を設置し、使用開始[9]。
- 2000年（平成12年）9月11日 - 9月12日：東海豪雨にて、駅が水没。駅施設の利用が不可能となる。
- 2001年（平成13年）3月23日：ゆとりーとラインが開業、当駅南口に発着するようになる。
- 2004年（平成16年）
  - 10月3日：愛知環状鉄道線の瀬戸市駅 - 当駅間複線化[10]。
  - 10月11日：愛知環状鉄道線との直通運転設備が完成[10]。
- 2005年（平成17年）：愛知万博開催期間中のみ、1日2往復特急「しなの」が停車する。
- 2006年（平成18年）11月25日：JR東海でICカード「TOICA」の利用が可能となる。
- 2007年（平成19年）：北口にエレベーターを設置し使用を開始する。
- 2011年（平成23年）9月19日 - 9月21日：台風15号に伴う大雨により地下の自由通路が水没した[11]。
- 2019年（平成31年）3月2日：愛知環状鉄道でICカード「TOICA」の利用が可能となる[12]。
- 2021年（令和3年）3月上旬：春日井市がジェイアール東海建設などに発注し、当駅の南口及び地下通路の改修工事を行う。また、時期は未定だが北口の改修工事も行う計画もある。
- 2022年（令和4年）3月14日：3月12日のダイヤ改正により同月14日から平日限定で運行される「ホームライナー瑞浪」の停車駅となる[注釈 1]。

## 駅構造
島式ホーム3面5線を有する。3番線は1987年（昭和62年）の国鉄分割民営化直後に設置された。また、愛知環状鉄道の列車は1番線にのみ入線可能であった。愛知万博開催に際し、会場への連絡列車である「エキスポシャトル」の愛環線直通に合わせ、駅の中津川寄りで中央本線と愛環線の立体交差化工事が施工された（5・6番線が一旦合流後、中央本線から愛環線が分岐。同時に1番線の名古屋側にあった車止めを撤去し中央本線との連絡線を新設）。なお、3番線の島式反対側に当たる部分には以前は線路が敷設されていたが、現在は敷設されておらず、4番線は存在しない。ちなみに、本線（分岐器直線側の線路）は名古屋方面が2番線、多治見方面が6番線である。
ホームへのエスカレータは上下とも設置されている（ただし、3番線のホームは階段のみ）。
駅長・駅員配置駅（直営駅）である。管理駅として、神領駅・定光寺駅を管理している。
愛知環状鉄道線の乗車券は2021年（令和3年）3月2日まで専用の券売機で販売していたが、同日限りで撤去され、3月3日よりJR東海の券売機を共用するようになった。
夜間滞泊は設定されていない。
構内の商業施設として、改札外の地下道などに名古屋ステーション開発が運営する「ASTY高蔵寺」と総称する店舗群があり、春日井市が設置する「アスティ高蔵寺市民コーナー市民ギャラリー」のほか、コンビニエンスストア「ベルマート」および飲食店・ドラッグストア・食品など約10店舗が入居している。ASTY高蔵寺は2021年（令和3年）2月から12月にかけ全面改装工事が行われた（ベルマートキヨスク高蔵寺は11月26日に再開し、ASTY高蔵寺の各店舗も12月2日にリニューアルオープンした）。
これらのリニューアル事業を受けて、高蔵寺駅南口駅前広場は2024年度（令和6年度）に土木学会デザイン賞 優秀賞を受賞した。

### のりば
| 番線 | 路線            | 方向 | 行先               | 備考                                                 |
| ---- | --------------- | ---- | ------------------ | ---------------------------------------------------- |
| 1    | ■愛知環状鉄道線 | -    | 岡崎方面           | 当駅始発                                             |
| 2    | CF 中央本線     | 上り | 名古屋方面         | 愛環線からの直通列車は1番線 一部の当駅始発は1・5番線 |
| 3    | CF 中央本線     | 上り | 名古屋方面         | 愛環線からの直通列車は1番線 一部の当駅始発は1・5番線 |
| 5    | ■愛知環状鉄道線 | -    | 岡崎方面           | 中央本線からの直通列車                               |
| 5    | CF 中央本線     | 下り | 多治見・中津川方面 |                                                      |
| 6    | CF 中央本線     | 下り | 多治見・中津川方面 |                                                      |

（出典：JR東海:駅構内図）
特急の通過待ちや快速の待ち合わせがある場合、上りは3番線、下りは5番線に入る。名古屋方面への始発列車は、主に3・5番線から発車するが一部1・2番線からも発車している。折返し列車は、3番線または5番線で折り返す。また、愛知環状鉄道線の列車は通常1番線からの発車であるが、中央本線から直通してくる列車は、中央本線下りホームである5番線からの発車となる。逆に愛知環状鉄道線から中央本線名古屋方面へ直通してくる列車は、1番線から発車する。

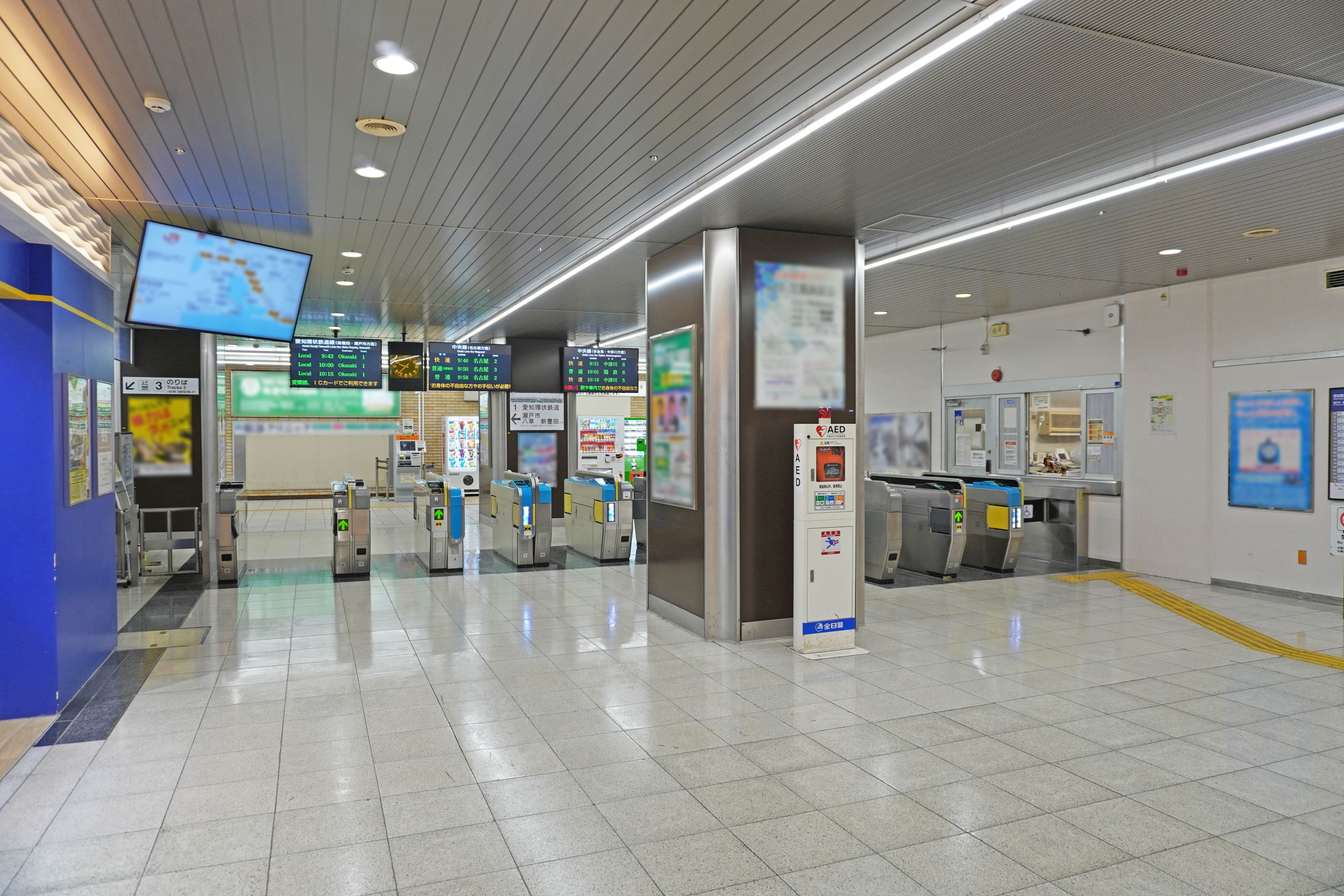
改札口（2023年1月）
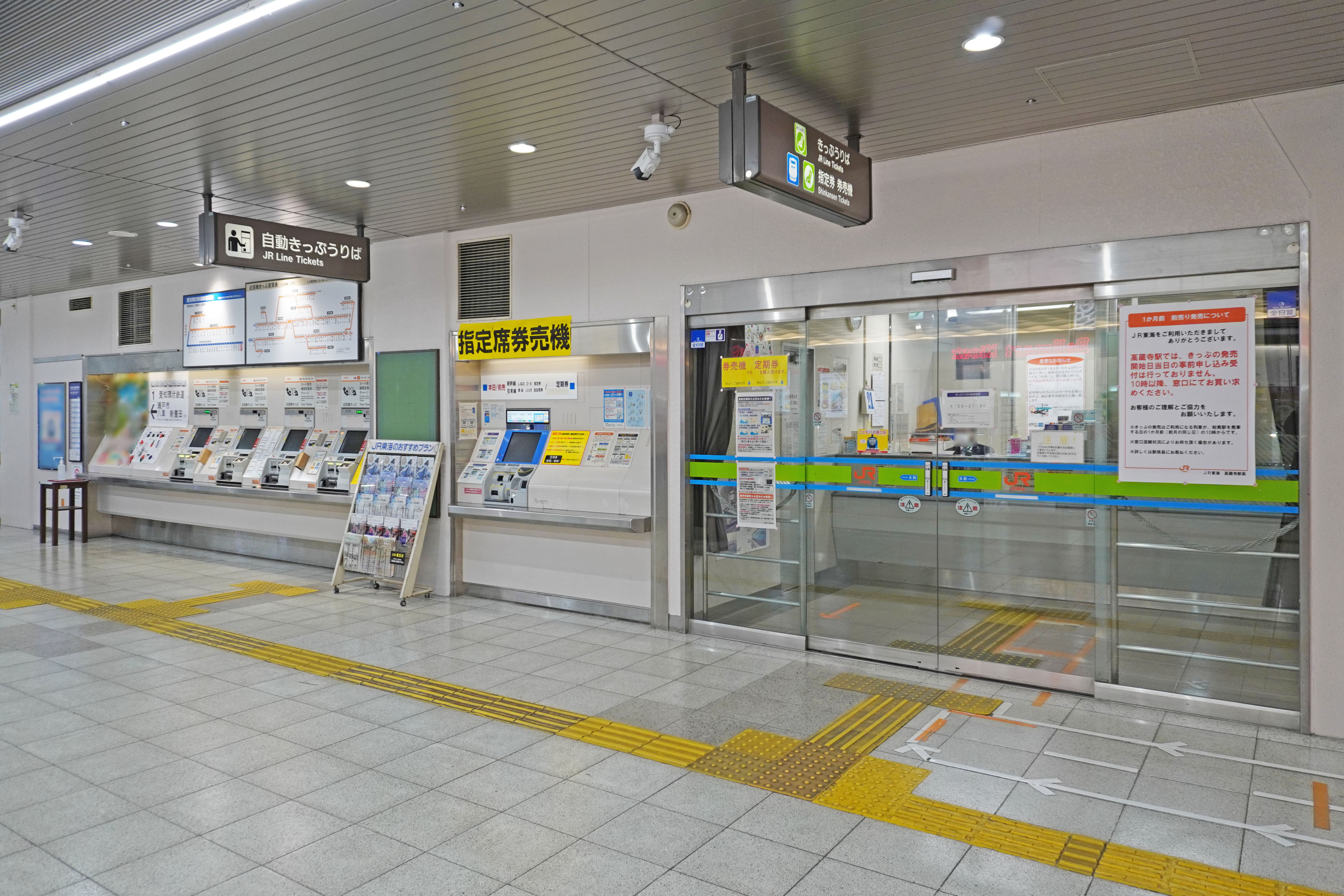
切符売り場（2023年1月）
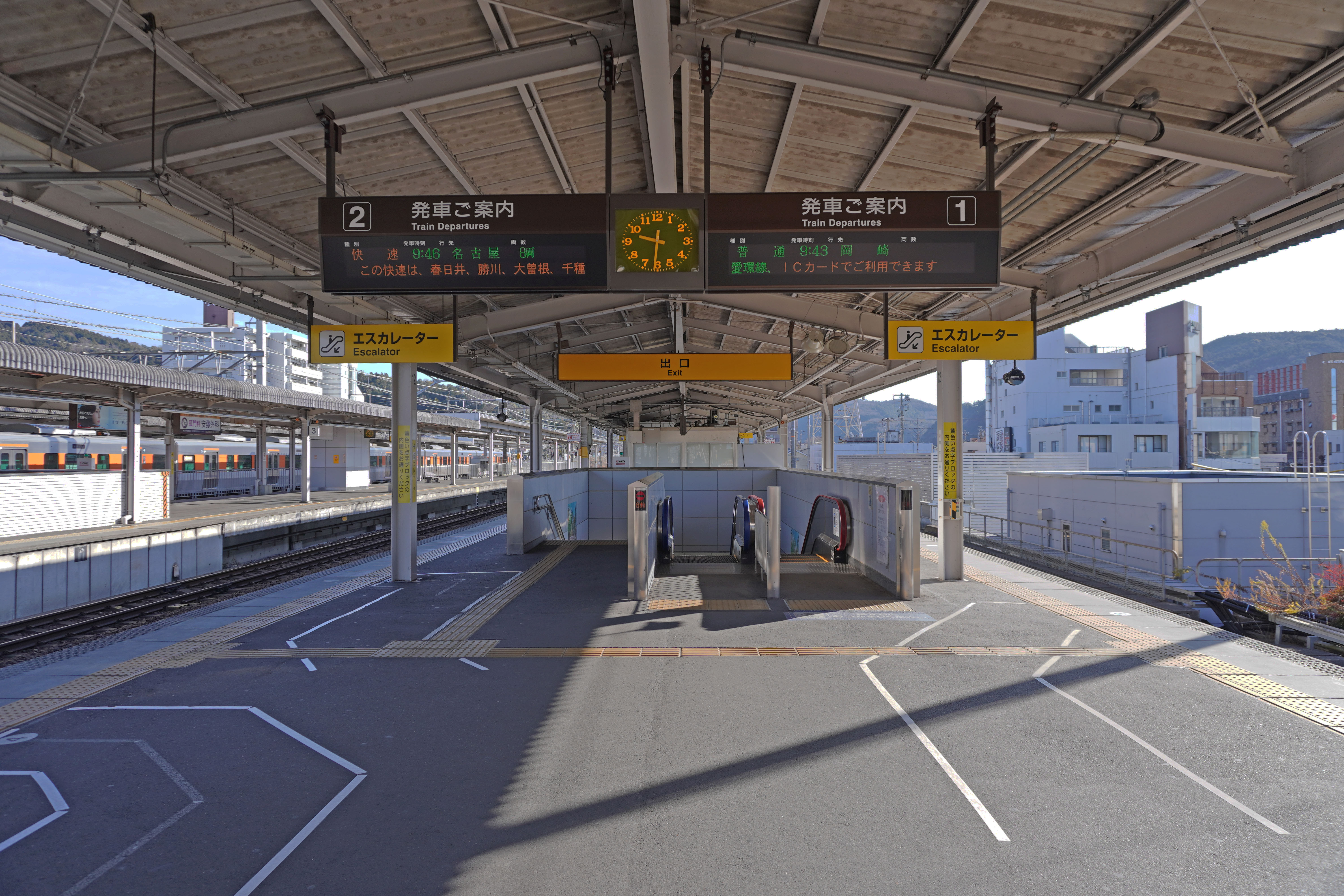
1・2番線ホーム（2023年1月）
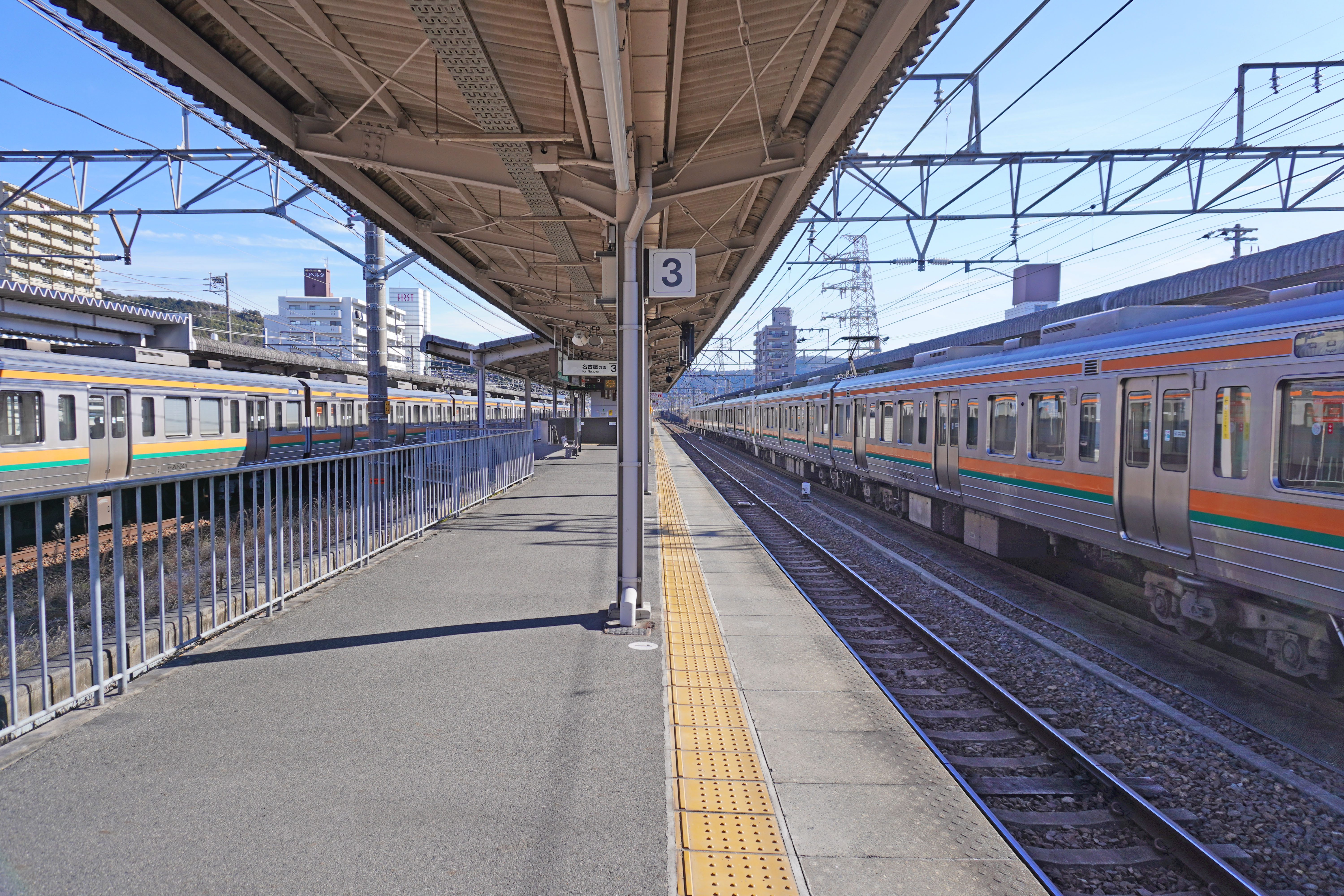
3番線ホーム（2023年1月）
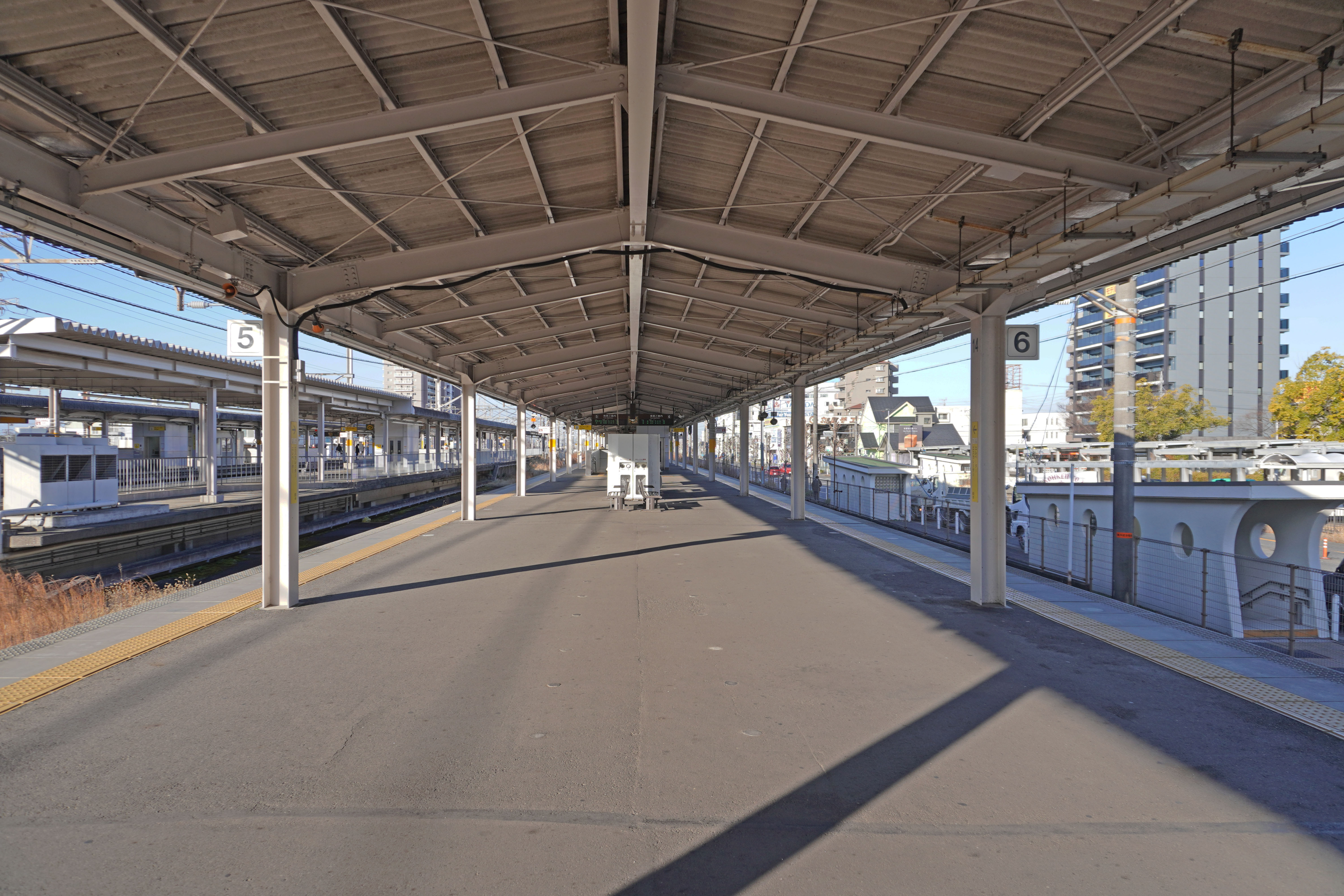
5・6番線ホーム（2023年1月）
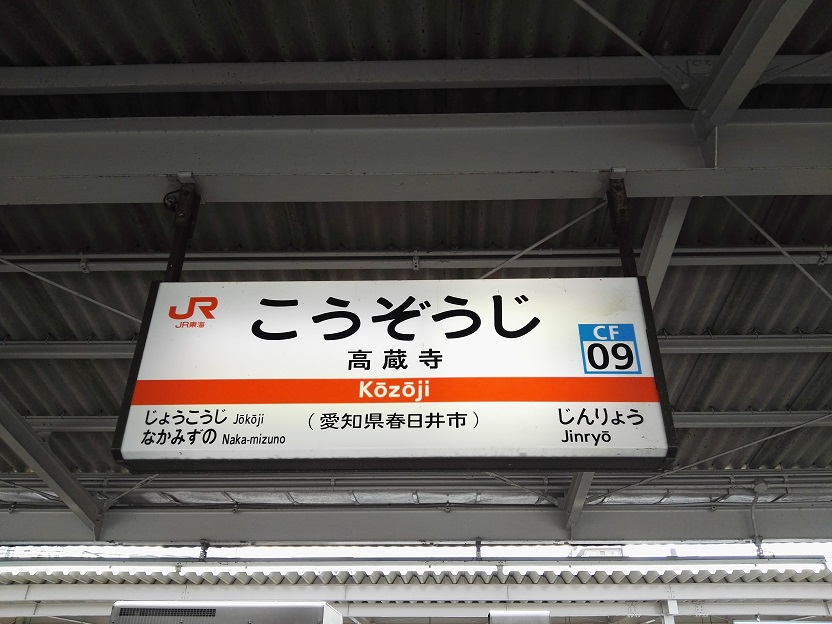
駅名標（2019年2月）

## 利用状況
| 年度               | JR東海   | JR東海   | 愛知環状鉄道 | 愛知環状鉄道 |
| 年度               | 乗降人員 | 乗車人員 | 乗降人員     | 乗車人員     |
| ------------------ | -------- | -------- | ------------ | ------------ |
| 2000年（平成12年） | 46,338   |          | 5,692        |              |
| 2001年（平成13年） | 45,414   |          | 5,784        |              |
| 2002年（平成14年） | 44,256   |          | 6,042        |              |
| 2003年（平成15年） | 43,110   | 21,555   | 6,200        | 3,100        |
| 2004年（平成16年） | 43,238   | 21,619   | 7,364        | 3,682        |
| 2005年（平成17年） | 57,560   | 28,780   | 7,674        | 3,837        |
| 2006年（平成18年） | 43,600   | 21,800   | 8,096        | 4,048        |
| 2007年（平成19年） | 42,382   | 21,191   | 8,674        | 4,337        |
| 2008年（平成20年） | 42,662   | 21,331   | 9,169        |              |
| 2009年（平成21年） | 41,236   | 20,618   | 9,194        |              |
| 2010年（平成22年） | 40,942   | 20,471   | 9,659        |              |
| 2011年（平成23年） | 40,580   | 20,290   | 10,101       |              |
| 2012年（平成24年） | 40,368   | 20,184   | 10,254       |              |
| 2013年（平成25年） | 40,788   | 20,394   | 10,501       |              |
| 2014年（平成26年） | 39,900   | 19,950   | 10,073       |              |
| 2015年（平成27年） | 40,180   | 20,090   | 10,414       |              |
| 2016年（平成28年） | 40,144   | 20,072   | 10,620       |              |
| 2017年（平成29年） | 40,512   | 20,256   | 10,872       |              |
| 2018年（平成30年） | 40,912   | 20,456   | 11,105       |              |
| 2019年（令和元年） | 40,806   | 20,403   | 11,129       |              |
| 2020年（令和2年）  |          | 15,660   |              |              |

2005年（平成17年）は愛知万博の開催年である。
大規模住宅地の最寄り駅として、春日井市では最多の利用者数の駅である。またJR東海管内の中央本線・名古屋市内各駅以外でも最多の乗車人員を誇る。

## 駅周辺
南側に商店街が広がる。北側は商店が点在するものの、高蔵寺ニュータウンが隣接しているため商店街などは形成されていない。
当駅は春日井市に位置するが南にある新東谷橋を渡り2、3kmほど進むと名古屋市守山区や瀬戸市に入り、これらの市からも利用圏内となる。当駅を過ぎると山深い渓谷(定光寺駅・古虎渓駅)を経て多治見駅に至る。

### 北口
- 高蔵寺
- 高座山
- 高蔵寺ニュータウン
- 春日井警察署高蔵寺幹部交番[16]
- 航空自衛隊高蔵寺分屯基地
- 春日井市立高蔵寺中学校
- 春日井市立高座小学校
- 名古屋徳洲会総合病院
- ヤマダデンキテックランド高蔵寺店
- 国道155号
- 駅広線
- 白山線

### 南口
- 大留城址（神明社）
- 春日井市高蔵寺ふれあいセンター
- 春日井市消防署高蔵寺出張所
- 高蔵寺駅前郵便局
- 東濃信用金庫高蔵寺支店
- 東春信用金庫高蔵寺支店
- 尾張中央農業協同組合（JA尾張中央）高蔵寺支店
- Aコープ高蔵寺
- 高蔵寺幼稚園
- 愛知県道452号高蔵寺停車場線
- 愛知県道205号下半田川春日井線

## バス路線

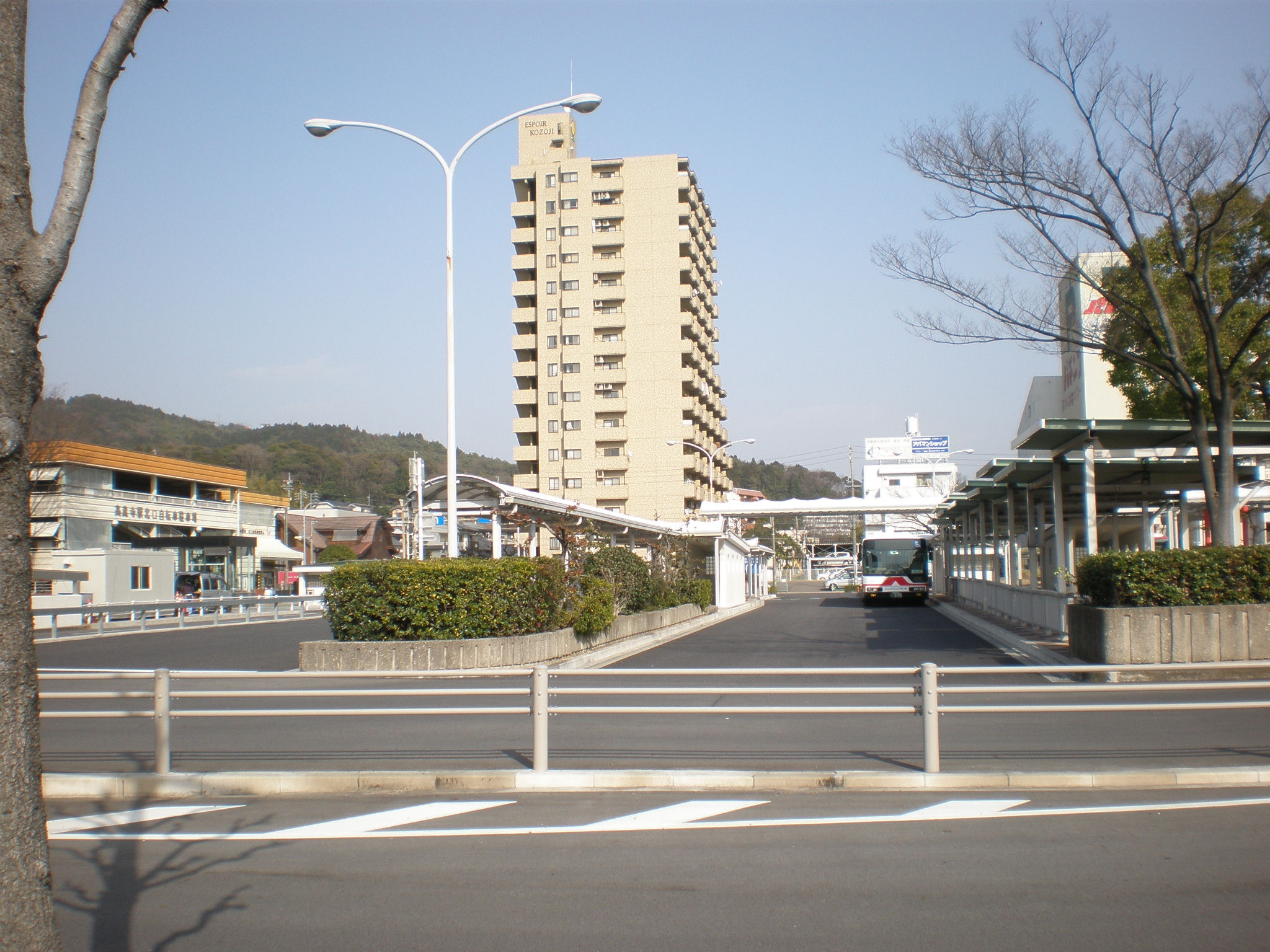
北口バスターミナル

### 北口
改札口と北口は地下道で結ばれており、4、5番乗り場からはエレベーターが利用できる。
| 乗り場 | 運行事業者 | 路線名               | 系統・行先                                                                                           | 備考 |
| ------ | ---------- | -------------------- | --- | ---- |
| 1      | 名鉄バス   | 高蔵寺ニュータウン線 | 90：藤山台南                                                                                         |      |
| 2      | 名鉄バス   | 高蔵寺ニュータウン線 | 70：藤山台南                                                                                         |      |
| 3      | 名鉄バス   | 高蔵寺ニュータウン線 | 71：県医療療育総合センター 72：内々神社 91：県医療療育総合センター                                   |      |
| 3      | 名鉄バス   | 桃花台線             | 73：桃花台センター                                                                                   |      |
| 4      | 名鉄バス   | 高蔵寺ニュータウン線 | 81：高森台北 82：植物園 84：かみや団地口 85・86：福祉の里 87：県医療療育総合センター(ネオポリス経由) |      |
| 4      | 名鉄バス   | 桃花台線             | 83：桃花台センター                                                                                   |      |
| 5      | 名鉄バス   | 高蔵寺ニュータウン線 | 80：中央台・石尾台方面(石尾台南循環)                                                                 |      |
| 8      | 名鉄バス   | 春日井線             | 95：中部大学                                                                                         |      |

### 南口
名鉄バスは1番のりば、かすがいシティバスは2番のりば、名古屋市交通局（ゆとりーとラインを含む）は3番のりばから発車する。
| 乗り場 | 運行事業者                                | 路線名             | 系統・行先 | 備考 |
| ------ | ----------------------------------------- | ------------------ | --- | --- |
| 1      | 名鉄バス                                  | 玉野台循環線       | 99：玉野台方面 | |
| 2      | かすがいシティバス （はあとふるライナー） | 東北部線・東南部線 | 春日井市民病院 | |
| 3      | 名古屋市交通局                            |                    | ゆとりーとライン：大曽根 / 印場 志段味巡回：東谷山フルーツパーク / 小幡 〈印・高〉：印場 志段味11：志段味交通広場 | ゆとりーとラインの大曽根行は名古屋ガイドウェイバスガイドウェイバス志段味線直通 ゆとりーとラインの印場行は夕方のみ運行 |

## 隣の駅
東海旅客鉄道（JR東海）
CF 中央本線
■ホームライナー
「ホームライナー瑞浪」停車駅
■快速
多治見駅 (CF12) - 高蔵寺駅 (CF09) - 春日井駅 (CF07)
■区間快速
多治見駅 (CF12) - 高蔵寺駅 (CF09) - 神領駅 (CF08)
■普通
定光寺駅 (CF10) - 高蔵寺駅 (CF09) - 神領駅 (CF08)
愛知環状鉄道
■愛知環状鉄道線
中水野駅 (22) - 高蔵寺駅 (23) （- 神領駅）